# Casa do Daveron
A Casa do Daveron é uma edificação tombada localizada na cidade de Cáceres, no interior do estado do Mato Grosso, no Brasil. Atualmente, pertence à Secretaria de Turismo e Cultura da Prefeitura Municipal.
Foi construída na década de 1900, em tijolos maciços de barro, com cobertura de telhas coloniais. Possui portas e janelas de madeiras, piso de tijolões e cimento queimado.

## História
A edificação foi construída como residência para Alexander Sólon Daveron (Oakland, 1899 - Cáceres, 1987), um médico estadunidense que conheceu Cáceres em 1930, quando chegou à cidade junto à Mato Grosso Expedition. Ao longo dos anos, eles fez várias viagens entre o Brasil e os Estados Unidos levando animais e mercadorias, por isso, adquiriu uma propriedade na cidade, chamada “Chácara do Daveron”. O médico viveu nesta edificação entre os anos de 1920 e 1987. Em 1997, a edificação foi comprada pela prefeitura para abrigar a Sede da Secretaria de Meio Ambiente e Turismo – SEMATUR.

## Tombamento
A Casa do Daveron fica localizada dentro da poligonal do Conjunto urbanístico e paisagístico do Centro Histórico de Cáceres, tombado pelo Instituto do Patrimônio Histórico e Artístico Nacional (IPHAN), em 2010.